# Club municipal sportif d'Oissel
Maillots
Actualités
Le Club Municipal Sportif d'Oissel est un club omnisports français fondé en 1968 et comprenant des sections handball, football, basket-ball et athlétisme jusqu'en mai 2011. La vitrine du club est la section de football, plusieurs fois titrée (championnat de DH Normandie en 1992, 1994 et 2000).
L’équipe de football évolue actuellement en National 3.

## Origines
Le club, localisé à Oissel (Seine-Maritime), est issu du CAO (Club athlétique d'Oissel) créé le 18 juillet 1920. 

## Un club de football formateur
La section football est présidée par Didier Bedina et le club évolue actuellement en National 3. Depuis 2016,le club est entraîné par l'enfant de la maison Romain Djoubri, de retour après un passage de plusieurs saisons au FC Rouen.
Reconnu dans la région Haut-Normande et en France comme un bon club formateur comme l'atteste la labellisation « excellence » par la Fédération Française de Football . 
Plusieurs joueurs professionnels sont issus de ce club : Daniel Horlaville, Christophe Horlaville, Matthieu Louis-Jean, Grégory Tafforeau, Dylan Louiserre, Nicolas Saint-Ruf, Yassine Benzia, international algérien (LOSC Lille), Fayçal Fajr (international marocain) qui a joue au Getafe Club de Fútbol, Sofiane Bezzou, Adama Diakhaby mais aussi une joueuse féminine Christy Gavory qui évolue en Division 1 Arkema au Havre AC et qui compte plusieurs sélections en équipe de France de jeune (moins de 17 ans, moins de 20 ans et militaire)

## Joueurs et personnalité du club

### Présidents
- 1968-? :  Marcel Billard
- 1987-? :  Yvon Lebret
- 2001-2008 :  Jean Degenaers
- 2008-2010 :  David Louis-Jean
- 2010-2015 :  Jean Degenaers
- 2015-2017 :  Charles Maarek
- 2017-2018 :  Filippe Carvalho
- 2018-2019 :  Éric Lelièvre
- 2019-2021 :  Jérôme Jacoby
- 2021-         :  Didier Bedina

### Entraîneurs
- 2001-2007 :  Patrice Heaulmé
- Eric Fouda
- Abdel Zamrat
- Daniel Horlaville
- Pierre Portello
- 2006 -   Romain Djoubri

### Palmarès
- Champion de National 3 poule Normandie : saison 2017 / 2018
- Champion de DH Normandie : 1992, 1994, 2000
- Coupe de Normandie : finaliste en 1989 et 2007, vainqueur en 2008
- Coupe de France : 32e de finale en 2006 face au FC Sochaux (1-2 après prolongation)
- Coupe de France : 8e tour en décembre 2018 face au FC Metz (0-1)